# Nogent-sur-Loir
Nogent-sur-Loir là một xã trong tỉnh Sarthe trong vùng Pays-de-la-Loire ở tây bắc nước Pháp. Xã này nằm ở khu vực có độ cao từ 46-110 mét trên mực nước biển.